# Nieszporek
Nieszporek, nieszporek trawny (Pooecetes gramineus) – gatunek małego ptaka z rodziny pasówek (Passerellidae), zamieszkujący Amerykę Północną; jedyny przedstawiciel rodzaju Pooecetes.

## Systematyka
Wyróżniono trzy podgatunki P. gramineus:
- P. gramineus gramineus – południowo-wschodnia Kanada do wschodnich Stanów Zjednoczonych.
- P. gramineus confinis – południowo-zachodnia Kanada i zachodnio-środkowe Stany Zjednoczone.
- P. gramineus affinis – północno-zachodnie Stany Zjednoczone.

Proponowany podgatunek altus (opisany z Kendrick Park w Arizonie) uznany za synonim confinis.

## Morfologia
Długość ciała 14–18 cm, masa ciała: 19,5–28,3 g.
Białe zewnętrzne sterówki, ciemny ogon. Wierzch ciała jasny, szarobrązowy, z ciemnobrązowymi kreskami. Spód szarobiały, z płowym odcieniem na piersi oraz bokach ciała. Na gardle, piersi i bokach widoczne ciemne kreski. Obrączka oczna biała, w zgięciu skrzydła barwa kasztanowata. Młode ptaki w delikatne kreski.

## Zasięg, środowisko
Prerie, łąki oraz pobocza dróg w środkowej i południowo-zachodniej części Ameryki Północnej. Zimę spędza w środkowo-wschodniej oraz południowej części Ameryki Północnej.

## Status
IUCN uznaje nieszporka za gatunek najmniejszej troski (LC, Least Concern) nieprzerwanie od 1988 roku. Organizacja Partners in Flight szacuje liczebność populacji lęgowej na około 34 miliony osobników. Trend liczebności populacji uznawany jest za spadkowy.